# Sång till friheten (musikalbum)
Sång till Friheten är en samlingsbox med Björn Afzelius från 2006.

## Låtlista
Vol. 1 1974-1980
1. Bläckfisken - 4:16
2. Vem är det som är rädd? - 2:37
3. Fröken Julie - 3:43
4. Ulf Brännare - 5:14
5. Så vill jag bli - 5:35
6. Doktor Hjälplös - 5:06
7. Fri information (*) - 3:41
8. Gråt och le, mitt lilla lamm - 7:15
9. Feberdansen - 6:08
10. Kamrater, Bodenarbetare (*) - 2:59
11. Balladen om K - 6:16
12. Sundsvall by night - 3:55
13. You're Never Alone (*) - 3:25
14. For king and country (*) - 5:39
15. På stormiga vatten - 3:36
16. Visa i vargtimmen - 4:30
17. Livets skatt - 4:14

Vol. 2 1982-1986
1. Man kan inte äga varann - 4:01
2. Evelina - 5:34
3. Juanita - 5:00
4. The American Way - 7:49
5. Exil - 3:38
6. Ikaros - 3:33
7. Hiroshima - 13:37
8. Dockhemmet - 3:32
9. Natt i Ligurien - 3:28
10. Svarta gänget - 3:27
11. Sång till friheten - 3:23
12. D.S.B. Blues - (Intercity Århus-København) - 3:22
13. Isabelle - 3:57
14. Europa - 8:01
15. Medan bomberna faller - 5:46

Vol. 3 1986-1992
1. Vi lever ännu (Duett med Mikael Wiehe) - 5:41
2. Odyssevs - 3:39
3. Bella Donna - 6:06
4. Renée Chardier - 3:42
5. Don Quixote - 5:07
6. Under Sions kalla stjärna - 6:26
7. Däckspojken (*) - 4:08
8. Hälsning från Nicaragua (*) - 3:27
9. Älska mej nu - 3:16
10. Tusen bitar - 4:36
11. Johnny Boy - 6:53
12. Sådan herre... - 3:31
13. Till min kära - 4:27
14. Som en duva - 3:51
15. Två ljus - 4:15
16. En kungens man - 4:11

Vol. 4 1994-1999
1. Lys og varme (Med Björn Afzelius, Åge Aleksandersen och Lars Lilholt) - 8:42
2. Tre gåvor - 3:41
3. Nära dej - 4:19
4. Hög tid - 5:41
5. Galakväll - 3:02
6. Ensam i gryningen - 4:42
7. Tankar vid 50 - 4:16
8. Landet bortom bergen - 6:42
9. Det enda jag vill ha - 3:57
10. Liten blues vid gravens rand - 2:52
11. Duncan Brady - 6:55
12. På lantbrukare Perssons gård - 2:14
13. Farväl till släkt och vänner - 2:42
14. Elsinore - 5:23
15. På egna vingar - 5:38
16. Ett annat hav (**) - 6:24

- (*) Tidigare ej utgiven med CD
- (**) - Tidigare ej utgiven